# Ferdinand Mannlicher
Ferdinand Ritter von Mannlicher (Mainz, 30 de janeiro de 1848 — Viena, 20 de janeiro de 1904) foi um engenheiro e projectista de armas de fogo, autor de importantes desenvolvimentos na concepção de carabinas e espingardas de guerra.

## Biografia
Com James Paris Lee, Mannlicher notabilizou-se pela invenção do sistema de clip central em bloco (en-bloc clip).  Mais tarde, enquanto procurava melhorar os protótipos de carregadores rotativos de outros inventores, Mannlicher, em conjunto com o seu discípulo e protegido Otto Schönauer,  patenteou um carregador rotativo, implementado no Mannlicher-Schönauer, que seria um sucesso comercial e militar.
Em 1887 Mannlicher foi condecorado com a cruz de terceira classe da Ordem da Coroa de Ferro (Orden der Eisern Krone). Em 1892 recebeu o título austríaco de Ritter von (traduzível por: 'cavaleiro de') devido ao enobrecimento que resultou da recepção da cruz da Ordem da Cruz de Ferro. Em 1899 foi nomeado para um lugar vitalício na Câmara dos Pares do Parlamento Austríaco (a Österreichisches Herrenhaus).

## Patentes
- Patente E.U.A. 472 795 Repeating Firearm. April 12, 1892. (Espingarda)
- Patente E.U.A. 518 821 Feed Mechanism for Magazine-Guns. Granted April 24, 1894. (Espingarda)
- Patente E.U.A. 581 295 Automatic Firearm. Granted April 27, 1897. (Espingarda)
- Patente E.U.A. 581 296 Automatic Firearm. Granted April 27, 1897. (Pistola, Steyr Mannlicher M1894)
- Patente E.U.A. 728 739 Automatic Firearm. Granted May 19, 1903. (Espingarda)
- Patente E.U.A. 804 748 Small-Arm Having Automatic Breech-Action. Granted November 14, 1905. (Espingarda, concedida postumamente)